# سامانه لیگ فوتبال ایالات متحده آمریکا

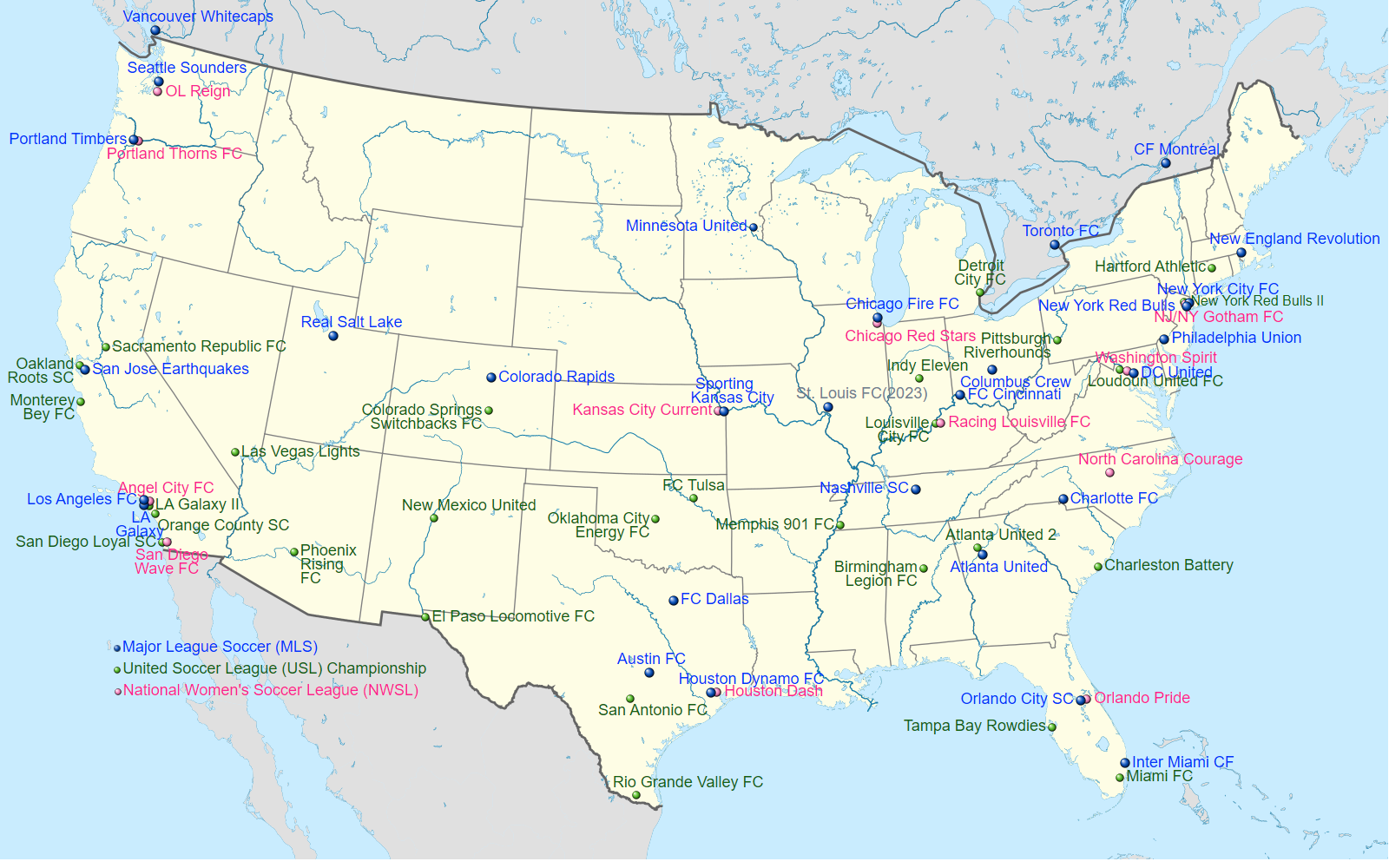
باشگاه‌های فوتبال USSF بخش I و II ایالات متحده و کانادا (۲۰۲۲).

سامانه لیگ فوتبال ایالات متحده آمریکا مجموعه ای از لیگ‌های فوتبال حرفه ای و آماتور است که به‌طور کامل یا جزئی در ایالات متحده مستقر هستند. تیم‌ها و لیگ‌هایی که گاهی هرم فوتبال آمریکا نامیده می‌شوند و با سیستم ارتقا و سقوط که در فوتبال در جاهای دیگر معمول است به هم مرتبط نیستند. در عوض، فدراسیون فوتبال ایالات متحده (USSF) لیگ‌های حرفه‌ای را در سه سطح به نام بخش‌ها تعریف می‌کند و تمام لیگ‌های دیگر که مورد تأیید USSF قرار نگرفته‌اند، سطح یا بخش رسمی تعیین‌شده ندارند.
به دلایل عملی و تاریخی، برخی از تیم‌های برمودا، کانادا و پورتوریکو (که فیفا آن را کشوری جداگانه در نظر می‌گیرد) نیز می‌توانند در این لیگ‌ها شرکت کنند. با این حال، این تیم‌ها واجد شرایط جام آزاد ایالات متحده نیستند و نمی‌توانند نماینده ایالات متحده در جام قهرمانان کونکاکاف باشند زیرا به فدراسیون فوتبال آمریکا وابسته نیستند.

## ساختار
هیچ لیگ حرفه ای در هیچ‌یک از لیگ‌های بزرگ ورزشی حرفه ای در ایالات متحده یا کانادا، از جمله لیگ‌های حرفه ای فوتبال، در حال حاضر از سیستم ارتقاء و سقوط استفاده نمی‌کند. نهاد حاکم بر این ورزش، فدراسیون فوتبال ایالات متحده (همچنین با نام USSF یا US Soccer شناخته می‌شود)، بر سامانه لیگ نظارت دارد و مسئول تأیید لیگ‌های حرفه ای است. خود لیگ‌ها مسئول پذیرش و اداره هر یک از تیم‌ها هستند. فوتبال آماتور در ایالات متحده توسط انجمن فوتبال بزرگسالان ایالات متحده (USASA)، تنها سازمان فوتبال آماتوری که توسط USSF تأیید شده‌است، تنظیم می‌شود. صعود خودکار و سقوط بین لیگ‌های آن، همان‌طور که در بسیاری از سیستم‌های لیگ ملی دیگر وجود دارد، توسط لیگ متحد فوتبال مورد توجه قرار گرفت، اما هرگز اجرا نشد. اگرچه ارتقاء و سقوط داوطلبانه پیش آمده‌است. برخی از لیگ‌های آماتور که توسط USASA تأیید شده‌اند نیز از سیستم‌های ارتقاء و سقوط در سطوح مختلف لیگ‌های خود استفاده می‌کنند. با این حال، هرگز یک سیستم ارتقای مبتنی بر شایستگی به لیگ‌های «ملی» USASA, NPSL و لیگ دو ارائه نشده‌است.
فوتبال کالجی در ایالات متحده توسط نهادهایی خارج از کنترل مستقیم USSF، که مهمترین آنها انجمن ملی ورزش دانشگاهی (NCAA) است، تأیید می‌شود.

### استانداردهای عمومی حرفه ای
استانداردهایی برای لیگ‌های بخش I, II و III توسط USSF تعیین شده‌است.

#### الزامات بازار
- حداقل ۷۵ درصد از تیم‌های لیگ باید در ایالات متحده مستقر باشند
- حداقل درصد مشخصی از تیم‌های لیگ باید در بازارهایی با یک جمعیت خاص مستقر باشند

#### الزامات زمین و استادیوم
- همه استادیوم‌ها باید ورودی/خروجی قابل کنترلی داشته باشند
- تمام لیگ‌های سرباز باید روی سطوح مورد تأیید فیفا با ابعاد حداقل ۷۰ یارد در ۱۱۰ یارد بازی کنند.
- حداقل ظرفیت مورد نیاز هواداران استادیوم، بسته به سطح لیگ
- هر تیم باید برای استفاده از ورزشگاه خود برای حداقل یک فصل کامل، حداکثر تا تاریخ مشخصی قبل از شروع هر فصل، اجاره نامه داشته باشد.

#### توانایی مالی
- حداقل وثیقه سالانه که هر تیم باید بسته به سطح لیگ به لیگ (یا فدراسیون) بپردازد
- هر گروه مالکیت باید توانایی تأمین مالی تیم خود را برای چند سال مشخص نشان دهد
- حداقل دارایی خالص مشخصی برای مالک اصلی هر تیم

#### جدول خلاصه استانداردها
|                     | مردان                                   | زنان                                             | مردان                           | زنان                            | مردان          | زنان          |               |  |
|                     | DI                                      | DI                                               | DII                             | DII                             | DIII           | DIII          | سرپوشیده      |  |
| ------------------- | --------------------------------------- | ------------------------------------------------ | ------------------------------- | ------------------------------- | -------------- | ------------- | ------------- |  |
| تیم‌ها               | ۱۲                                      | ۸                                                | ۸                               | ۶                               | ۸              | ۶             | ۶             |  |
| تیم‌ها               | (سال ۳: ۱۴)                             | (سال ۴: ۱۰)                                      | (سال ۳: ۱۰، سال ۶: ۱۲)          | (سال ۳: ۸)                      | (سال ۳: ۸)     | (سال ۳: ۸)    | (سال ۳: ۸)    |  |
| درخواست مشارکت      | همه مسابقات CONCACAF واجد شرایط         | همه مسابقات CONCACAF واجد شرایط                  | همه مسابقات CONCACAF واجد شرایط | همه مسابقات CONCACAF واجد شرایط | جام باز        | جام باز       |               |  |
| پوشش جغرافیایی      | شرقی، مرکزی، و مناطق زمانی اقیانوس آرام | دو منطقه زمانی                                   | دو منطقه زمانی                  |                                 |                |               |               |  |
| پوشش جغرافیایی      | شرقی، مرکزی، و مناطق زمانی اقیانوس آرام | (سال ۶: شرقی، مرکزی، و مناطق زمانی اقیانوس آرام) |                                 |                                 |                |               |               |  |
| جمعیت بازار         | > ۷۵ درصد با > ۱ میلیون                 | > ۷۵ درصد با > ۷۵۰ هزار                          | > ۷۵ درصد با > ۷۵۰ هزار         | > ۵۰ درصد با > ۵۰۰ هزار         |                |               |               |  |
| حداقل ظرفیت ورزشگاه | ۱۵۰۰۰                                   | ۵۰۰۰                                             | ۵۰۰۰                            | ۲۰۰۰                            | ۱۰۰۰           | ۱۰۰۰          | ۱۰۰۰          |  |
| اجاره سرب           | ۱۸۰ روز                                 | ۱۲۰ روز                                          | ۱۲۰ روز                         | ۱۲۰ روز                         |                |               |               |  |
| رابطه، رشته         | ۱ میلیون دلار                           | ۱۰۰ هزار دلار                                    | ۷۵۰ هزار دلار                   | ۵۰ هزار دلار                    | ۲۵۰ هزار دلار  | ۲۰ هزار دلار  | ۲۰ هزار دلار  |  |
| گارانتی زمان        | ۵ سال                                   | ۳ سال                                            | ۳ سال                           | ۳ سال                           | ۳ سال          | ۳ سال         | ۳ سال         |  |
| ارزش مالک اصلی      | ۴۰ میلیون دلار                          | ۱۵ میلیون دلار                                   | ۲۰ میلیون دلار                  | ۷٫۵ میلیون دلار                 | ۱۰ میلیون دلار | ۵ میلیون دلار | ۳ میلیون دلار |  |

## لیگ‌های مردان

### لیگ‌های حرفه ای
| بخش | لیگ                      | مخفف  | تیم‌ها | فصل اول |
| --- | ------------------------ | ----- | ----- | ------- |
| I   | لیگ برتر فوتبال          | MLS   | ۲۸    | ۱۹۹۶    |
| II  | قهرمانی USL              | USLC  | ۲۷    | ۲۰۱۱    |
| III | لیگ یک USL               | USL1  | ۱۱    | ۲۰۱۹    |
| III | اتحادیه ملی فوتبال مستقل | NISA  | ۱۰    | ۲۰۱۹–۲۰ |
| III | MLS Next Pro             | MLSNP | ۲۱    | ۲۰۲۲    |

### ساختار لیگ مردان
جدول زیر ساختار فعلی سیستم را نشان می‌دهد. برای هر بخش، نام رسمی، نام حمایت مالی، تعداد باشگاه‌ها و کنفرانس ها/بخش‌ها آورده شده‌است. فدراسیون فوتبال ایالات متحده استانداردهای حرفه ای شناخته شدن یک لیگ یا بخش را تنظیم می‌کند و در عین حال سطح تقسیم‌بندی را برای هر لیگ نیز تعیین می‌کند.
| بخش | لیگ‌های حرفه ای توسط فدراسیون فوتبال ایالات متحده تحریم شده‌است | لیگ‌های حرفه ای توسط فدراسیون فوتبال ایالات متحده تحریم شده‌است | لیگ‌های حرفه ای توسط فدراسیون فوتبال ایالات متحده تحریم شده‌است |
| --- | ------------------------------------------------------------- | ------------------------------------------------------------- | ------------------------------------------------------------- |
| I   | لیگ برتر فوتبال< ۲۸ باشگاه - ۲ کنفرانس                        | لیگ برتر فوتبال< ۲۸ باشگاه - ۲ کنفرانس                        | لیگ برتر فوتبال< ۲۸ باشگاه - ۲ کنفرانس                        |
| II  | قهرمانی USL 27 باشگاه - ۲ کنفرانس                             | قهرمانی USL 27 باشگاه - ۲ کنفرانس                             | قهرمانی USL 27 باشگاه - ۲ کنفرانس                             |
| III | ملی مستقل اتحادیه فوتبال ۱۰ باشگاه                            | لیگ یک USL 11 باشگاه                                          | MLS Next Pro 21 باشگاه - ۲ کنفرانس                            |